# King Hussein Air Base

i7
i11
i13
Die King Hussein Air Base (arabisch قاعدة الملك الحسين الجوية, IATA-Code: OMF, ICAO-Code: OJMF) ist ein Militärflugplatz der Royal Jordanian Air Force (RJAF) und liegt etwa 55 km nordöstlich von Amman im Nordwesten Jordaniens nahe der Stadt Al-Mafraq und etwa 10 km von Syrien entfernt. Sie ist die Heimat des King Hussein Air College, der Flugschule der Jordanischen Luftwaffe. Beides ist nach Hussein I., von 1952 bis 1999 König von Jordanien, benannt.

## Geschichte
In den 1920er Jahren wurde RAF Mafraq von den Briten als Militärflugplatz angelegt. Ab 1931 wurde Mafraq dann zu einem Drehkreuz für internationale Flüge, wo aufgetankt werden konnte und Ersatzteile, Personal, Fracht und Post umgeladen wurden. 1951 wurde der Flugplatz schließlich mit neuen Gebäuden und einer Betonpiste ausgestattet, bevor die Briten RAF Mafraq verließen und am 31. Mai 1957 an die jordanische Regierung übergaben, weil im Februar 1957 den Briten wegen der Suezkrise der jordanisch-britische Verteidigungsvertrag gekündigt worden war.
Etwa ein Jahr lang blieb die Basis unbenutzt, bis die Royal Jordanian Air Force schließlich einzog und sie in King Hussein Air Base umbenannte. Im Juni 1959 wurde hier die 1. Staffel mit Hunter Kampfflugzeugen aufgestellt, der später die 2. Staffel mit Vampires folgten, die beide aus Amman umzogen. Auch das Flugtraining fand ab 1960 hier in einer 4. Staffel statt, ausgestattet mit Chipmunks, was später aber wieder aufgegeben wurde.
Im Jahr 1967 wurde die Basis im Sechstagekrieg von der israelischen Luftwaffe angegriffen, die Start- und Landebahn und ein Teil der Gebäude wurden dabei zerstört. Alles wurde notdürftig wiederhergerichtet, aber zunächst nicht im regulären Betrieb weitergeführt, da die Piloten bis 1968 im Irak stationiert waren. 1969 entschied man sich dafür, den Flugplatz komplett wieder herzustellen und so wurde die Hunter-Staffel nach Amman zurückverlegt. Im September 1970 schließlich wurde die Hunter-Staffel zeitweise in die Prince Hassan Air Base verlegt, da die Basis bei Mafraq ein zu leichtes Ziel war, so nahe an der syrischen Grenze gelegen und auch durch irakische Truppen bedroht wurde, die sich in Jordanien aufhielten.

## Air College
Im Jahr 1974 begann dann das vollzeitige Pilotentraining auf der King Hussein Air Base mit dem ersten Abschluss im Jahr 1975. Ab 1978 wurde es schließlich das King Hussein Air College genannt und beheimatet die Flugstaffeln 2, 4, 5 und 11 neben dem Junior Command und der Staff School, die 1979 gegründet wurde und dem Air Command und dem Staff College, 1990 gegründet, aber später wieder aufgegeben. Die jordanische Luftwaffe wurde von den israelischen Militärs mehrfach als die arabische Luftwaffe mit dem höchsten Ausbildungsgrad eingeschätzt.

## Galerie

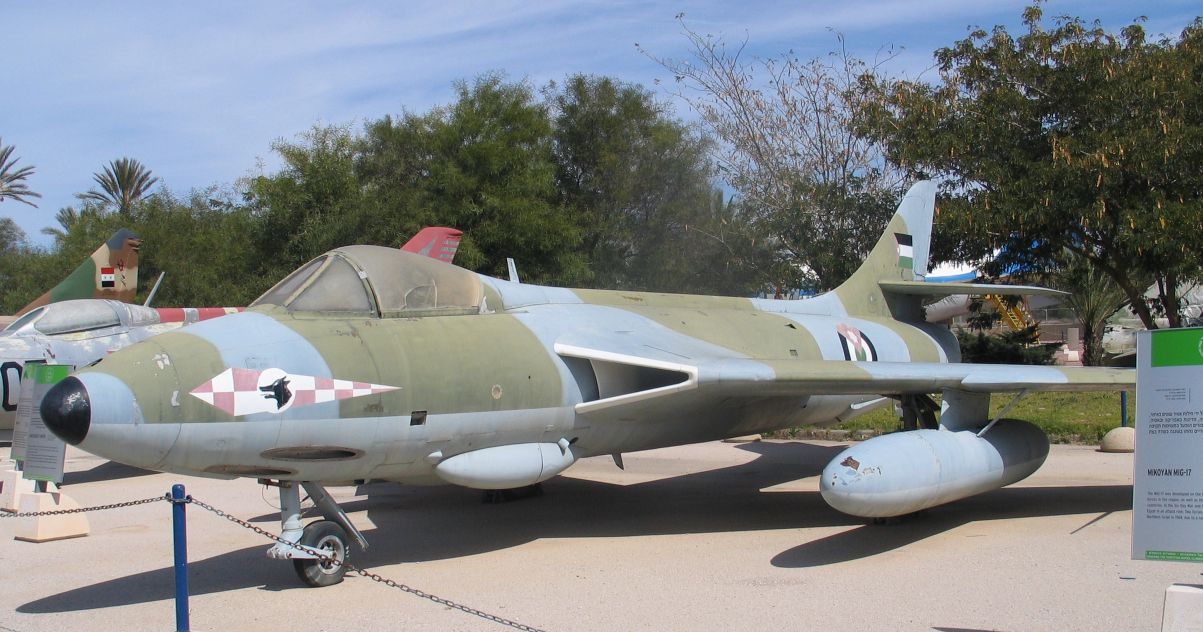
Eine von Israel erbeutete jordanische Hunter
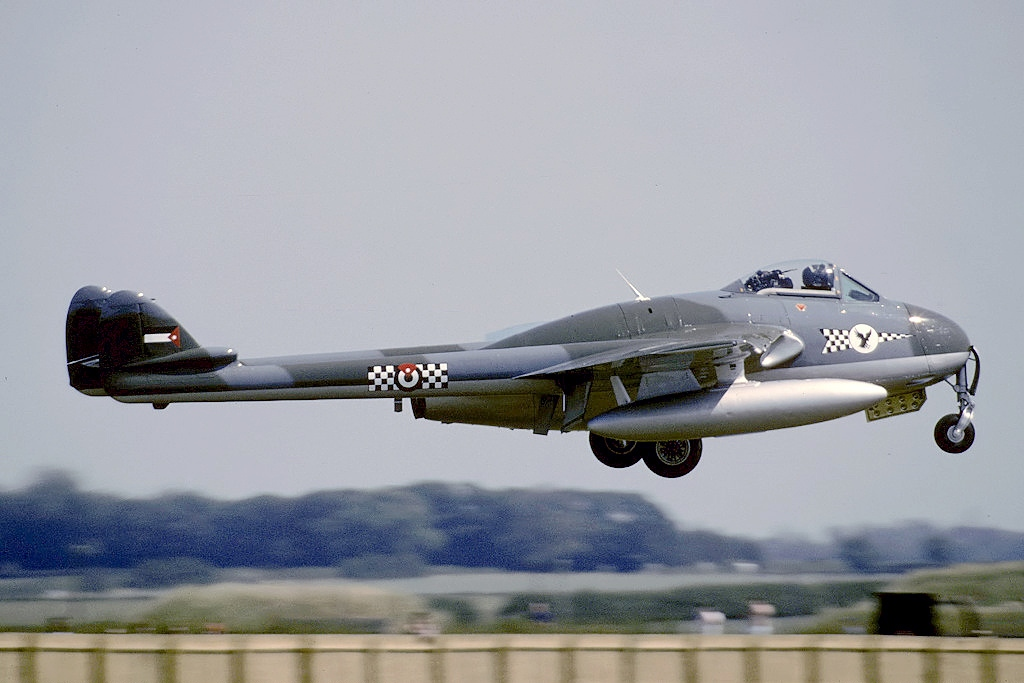
Eine restaurierte jordanische Vampire
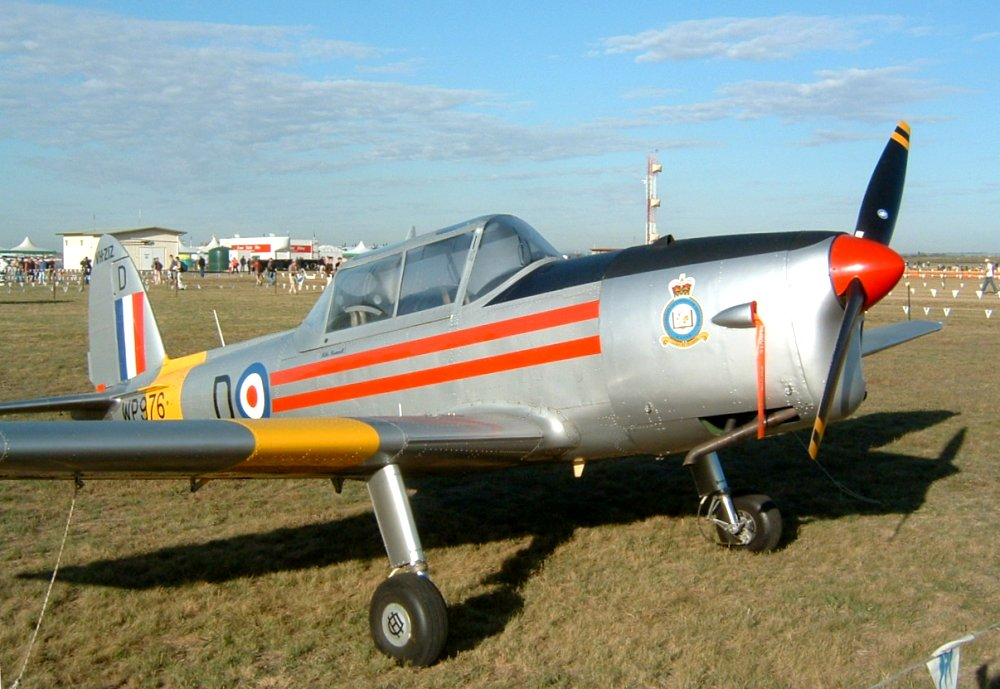
Eine Chipmunk als Schulungsflugzeug